# ジェマ・ギボンズ
ジェマ・ギボンズ（Gemma Gibbons  1987年1月6日- ）は、イギリスのグリニッジ・ロンドン特別区出身の柔道選手。階級は78kg級。身長173cm。元世界チャンピオンのケイト・ホーウェイを個人コーチに持つ
。 さらにイギリス女子ナショナルチームのコーチを務める中野裕子の指導も受けていた。

## 人物
ギボンズは70kg級の選手として活躍していたが、2010年の世界選手権では78kg級に出場して初戦で敗れた。その後も70kg級で国際大会に出場していたが、2011年の世界選手権には出場しなかった。2012年になって階級を78kg級に上げると、地元で開催されたロンドンオリンピックでは伏兵ながら勝ち進み、準決勝では世界チャンピオンであるフランスのオドレー・チュメオを破る健闘を見せたが、決勝ではアメリカのケイラ・ハリソンの前に敗れて銀メダルにとどまった。2013年5月には世界選手権の81kg級で2度3位になったことのあるイアン・バートンと結婚した。8月の世界選手権では3回戦で敗れた。

## 主な戦績
70kg級での戦績
- 2006年 - ベルギージュニア国際大会　3位
- 2006年 - エストニア国際　優勝
- 2007年 - イギリス国際　3位
- 2009年 - ユニバーシアード　3位
- 2009年 - ヨーロッパU23柔道選手権大会　3位
- 2010年 - ワールドカップ・バーミンガム　2位
- 2010年 - ワールドカップ・スウォン　3位
- 2010年 - 嘉納杯　5位
- 2011年 - ワールドカップ・アピア　3位
- 2011年 - ワールドカップ・チェジュ　3位

78kg級での戦績
- 2012年 - ワールドカップ・ブカレスト　2位
- 2012年 - ワールドカップ・ソフィア　2位
- 2012年 -　ロンドンオリンピック　2位
- 2013年 - グランプリ・デュッセルドルフ　優勝
- 2013年 - グランプリ・リエカ　3位
- 2014年 - 英連邦競技大会　2位
- 2015年 - ヨーロッパオープン・プラハ　優勝
- 2015年 - グランプリ・ウランバートル　優勝
- 2015年 - 世界選手権　7位
- 2015年 -　グランプリ・青島　3位
- 2015年 -　グランプリ・チェジュ　3位
- 2015年 -　グランドスラム・東京　3位
- 2016年 - ヨーロッパ選手権　5位
- 2016年 -　グランドスラム・バクー　5位
- 2016年 -　グランプリ・アルマトイ　5位

(出典、JudoInside.com)。